# Eustaquio de Escandón
José Eustaquio Luis Francisco Escandón y Barrón (Parigi, 27 gennaio 1862 – 1933) è stato un giocatore di polo messicano.
Partecipò al torneo di polo della II Olimpiade di Parigi del 1900. La sua squadra, formata anche dai suoi fratelli Manuel e Pablo, fu sconfitta in semifinale e si aggiudicò così la medaglia di bronzo.

## Palmarès
| Anno | Manifestazione  | Sede   | Evento | Risultato |
| ---- | --------------- | ------ | ------ | --------- |
| 1900 | Giochi olimpici | Parigi | Polo   | Bronzo    |